# Sztrátosz Aposztolákisz
Sztrátosz Aposztolákisz (görögül: Στράτος Αποστολάκης, 1964. május 17.–), görög válogatott labdarúgó, hátvéd, edző.

## Pályafutása

### Klubcsapatokban
Pályafutását a Panaitolikószban kezdte, ahol 1999-ig játszott. Ezt követően az ország két legpatinánsabb klubjának, a Panathinaikósznak és az Olimbiakósznak volt a tagja. Hazájában korának legjobb védőjeként tartották számon, de védekező középpályásként is bevethető volt. Összesen ötször nyert klubjaival bajnoki címet és ugyanennyiszer ünnepelhetett kupagyőzelmet. 1990-ben, amikor az Olimbiakósztól a Panathinaikószhoz szerződött, a két csapat közötti Szuperkupa-mérkőzést el kellett halasztani, ugyanis a szervezők tartottak a nagyobb szurkolói zavargásoktól. Az 1995–1996-os UEFA-bajnokok ligája sorozatban az elődöntőbe jutott a Panathinaikósszal. A görög élvonalban összesen 249 alkalommal lépett pályára a klub színeiben és 21 gólt szerzett.

### A válogatottban
A görög válogatottban 1986-ban szerepelt először, részt vett az 1994-es világbajnokságon. Összesen 96 alkalommal játszott a nemzeti csapatban, öt gólt szerzett. Ezzel sokáig rekordtartó volt a válogatottban, csúcsát Theódorosz Zagorákisz döntötte meg.

## Edzőként
Visszavonulása után rövid ideig edzette a Panathinaikószt és a görög olimpiai válogatottat is. 2005 nyarán vette át a klub sportigazgatói posztját.

## Sikerei, díjai
- Görög bajnok: 1986-1987, 1989-1990, 1990-1991, 1994-1995, 1995-1996
- Görög Kupa-győztes: 1988-1989, 1990-1991, 1992-1993, 1993-1994, 1994-1995
- Görög Szuperkupa-győztes: 1987, 1988, 1993, 1994